# Hypsioma asthenia
Hypsioma asthenia är en skalbaggsart som beskrevs av Martins och Maria Helena M. Galileo 1990. Hypsioma asthenia ingår i släktet Hypsioma och familjen långhorningar. Inga underarter finns listade i Catalogue of Life.